# فاوله
فاوله (به ایتالیایی: Faule) یک کومونه در ایتالیا است که در استان کونیو واقع شده‌است. فاوله ۶٫۸۶ کیلومتر مربع مساحت و ۴۹۳ نفر جمعیت دارد و ۲۴۶ متر بالاتر از سطح دریا واقع شده‌است.